# Шатеево (Московская область)
Шатеево — деревня в Талдомском районе Московской области России. Входит в состав сельского поселения Гуслевское. Население — 14 чел. (2010).

## География
Расположена в южной части района, примерно в 20 км к юго-востоку от центра города Талдома, на правом берегу впадающей в Волгу реки Дубны. Связана автобусным сообщением с посёлками городского типа Вербилки и Запрудня. Ближайшие населённые пункты — деревни Семёновское и Сосково.

## Население
| 1859 | 1905 | 1926 | 2002 | 2006 | 2010 |
| ---- | ---- | ---- | ---- | ---- | ---- |
| 203  | ↘177 | →177 | ↘9   | ↘2   | ↗14  |

## История
В «Списке населённых мест» 1862 года Шитеево — владельческая деревня 2-го стана Александровского уезда Владимирской губернии по правую сторону реки Дубны, к югу от Нушпольского болота, в 73 верстах от уездного города, с 26 дворами и 203 жителями (90 мужчин, 113 женщин).
По данным 1905 года входила в состав Нушпольской волости Александровского уезда, в деревне было 28 дворов, проживало 177 человек.
Постановлением президиума Моссовета от 31 марта 1923 года вместе с частью селений Нушпольской волости было включено в состав Гарской волости Ленинского уезда Московской губернии.
По материалам Всесоюзной переписи населения 1926 года — деревня Семёновского сельского совета Гарской волости Ленинского уезда, проживало 177 жителей (85 мужчин, 92 женщины), насчитывалось 32 хозяйства, среди которых 28 крестьянских.
С 1929 года — населённый пункт в составе Константиновского района Кимрского округа Московской области.
Постановлением ЦИК и СНК от 23 июля 1930 года округа́ как административно-территориальные единицы были ликвидированы.
Постановлением ВЦИК от 20 мая 1930 года Шатеево в составе Нушпольского сельсовета было выведено из Константиновского района и передано Ленинскому району Московской области. Постановлением Президиума ВЦИК от 27 декабря 1930 года городу Ленинску было возвращено историческое наименование Талдом, а район был переименован в Талдомский.
В 1994 году Московской областной думой было утверждено положение о местном самоуправлении в Московской области, сельские советы как административно-территориальные единицы были преобразованы в сельские округа. С 1994 по 2006 год — деревня Павловического сельского округа Талдомского района.
С 2006 года — деревня сельского поселения Гуслевское.